# カルベン錯体
カルベン錯体（カルベンさくたい）とは、カルベンを配位子として持つと考えられる有機金属錯体のことである。すなわち金属と直接結合している炭素の金属以外との結合の数が2つしかないような構造を持つ錯体である。

## フィッシャー型カルベン錯体
このような錯体は1964年にエルンスト・オットー・フィッシャーによって発見された。フィッシャーはクロムのカルボニル錯体にアルキルリチウムを作用させた。アルキルリチウムはカルボニル配位子の炭素原子に付加して、カルベン錯体が生成する。フィッシャーはこれをアルキル化剤でトラップすることにより、安定な錯体としてはじめてカルベン錯体を単離することに成功した。他の金属のカルボニル錯体でも同様にしてカルベン錯体が得られる。そのため、このような合成法で得られる錯体を総称してフィッシャー型カルベン錯体という。フィッシャー型カルベン錯体はカルボニル配位子の強い逆供与によって金属が電子不足状態となるため、それに結合しているカルベン炭素も同様に電子不足となり求電子性を持つ。フィッシャー型カルベン錯体は18電子則を満たす。

## シュロック型カルベン錯体
一方、リチャード・シュロックはタンタルなどのアルキル錯体を研究し、その過程で別のタイプのカルベン錯体を発見した。これはアルキル配位子の金属と結合した炭素上の水素が金属上に1,2-シフトして生成するものであった。このような合成法で得られる錯体をシュロック型カルベン錯体という。シュロック型カルベン錯体は金属上のアルキル基の電子供与性のため金属が電子過剰状態となるため、それに結合しているカルベン炭素も同様に電子過剰となり、求核性を示す。シュロック型カルベン錯体には18電子則を満たさないものがしばしば見られる。

## 用途
カルベン錯体の重要な用途の1つとして、オレフィンメタセシス反応の触媒（グラブス触媒）があげられる。またオレフィン化反応の試薬として重要なテッベ試薬も、カルベン錯体が活性種と考えられている。